# Requiem pour des gangsters
Pour plus de détails, voir Fiche technique et Distribution.
Requiem pour des gangsters (Hickey & Boggs) est un film américain réalisé par Robert Culp et sorti en 1972.

## Synopsis
Les détectives privés Al Hickey et Frank Boggs sont chargés de retrouver une femme disparue. Leur enquête sème la mort autour d'eux...

## Fiche technique
- Titre français : Requiem pour des gangsters
- Titre original : Hickey & Boggs
- Réalisateur : Robert Culp
- Scénariste : Walter Hill
- Directeur de la photographie : Bill Butler
- Musique et direction musicale : Ted Ashford
- Costumes : William Ware Theiss, Pauline Campbell
- Montage : David Berlatsky
- Producteur : Fouad Said (en)
- Société de production : Film Guarantors
- Société de distribution : United Artists
- Genre : Néo-noir[1], drame et thriller
- Durée : 111 minutes
- Date de sortie :
  - États-Unis : 4 octobre 1972

## Distribution
- Bill Cosby : Al Hickey
- Robert Culp : Frank Boggs
- Rosalind Cash : Nyona
- Ta-Ronce Allen : la fille de Nyona
- Isabel Sanford : la mère de Nyona
- Lou Frizzell : l'avocat
- Nancy Howard : la femme du gérant d'appartements
- Bernard Nedell :  le vendeur de voitures d'occasion
- Michael Moriarty : Ballard
- Jack Colvin : Shaw
- Vincent Gardenia : Papadakis
- Ed Lauter : Ted
- Joe Tata : l'assistant du coroner
- James Woods : le lieutenant Wyatt
- Lester Fletcher : Rice
- Dean Smith : Bagman
- Gil Stuart : Farrow
- Jerry Summers : Bledsoe
- Sil Words : M. Leroy